# Langona bitumorata
Langona bitumorata là một loài nhện trong họ Salticidae.
Loài này thuộc chi Langona. Langona bitumorata được Maciej Próchniewicz & Heciak miêu tả năm 1994.